# Macross Plus
Macross Plus (マクロスプラス Makurosu Purasu?) är en fyra avsnitt lång anime-OVA-serie samt film baserad på Macrossserien.

### Fotnoter
1. ↑  ”This is Animation Series : Macross Plus (OVA Series)” (på engelska). Macrossworld. http://www.macrossworld.com/macross/books/plus_tia.htm. Läst 29 april 2015.
2. ↑  ”This is Animation Series : Macross Plus (OVA Movie)” (på engelska). Macrossworld. http://www.macrossworld.com/macross/books/plus_movie_tia.htm. Läst 29 april 2015.